# Campbell Stuart
Campbell Stuart (5 juillet 1885 - 14 septembre 1972) était un magnat de la presse canadien. Il a dirigé des opérations de propagande pour l'Angleterre pendant les deux guerres mondiales.
Il a été fait chevalier commandeur de l'Ordre de l'Empire britannique en 1918 et chevalier grand-croix de l'Ordre de Saint-Michel et Saint-George en 1939.